# Męty ciała szklistego

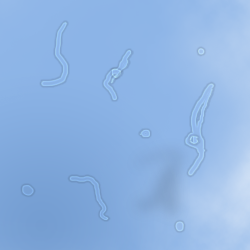
Wizualizacja mętów podczas patrzenia w niebo

Męty ciała szklistego, męty w ciele szklistym, potocznie latające muszki (łac. muscae volitantes) lub mroczki przed oczami – przypadłość medyczna polegająca na nagromadzeniu się różnych substancji o dowolnym stopniu ruchomości, przeźroczystości, gęstości i grubości, znajdujących się w ciele szklistym oka. Mogą one powstawać już w okresie płodowym, a także w wyniku zmian degeneracyjnych siatkówki oka i ciała szklistego.
Zjawisko postrzegania mętów w oku nosi grecką nazwę myodesopsia. Najczęściej występuje podczas patrzenia na jasne tło z przymrużonymi oczami.
Męty przyjmują różnorodne kształty: cieni, nitek, kropek, zmarszczek – zazwyczaj w środkowym polu widzenia. Jeżeli ktoś widzi je od zawsze, to z reguły przyjmuje się, że są to pozostałości włókien organicznych powstałych jeszcze w czasie embrionalnym.

## Charakterystyka
Męty są zawieszone w ciele szklistym oka, galaretowatej substancji wypełniającej gałkę oczną. Podążają one za ruchami oka przemieszczając się inercyjnie. Męty znajdujące się blisko środka pola widzenia potrafią wpływać rozpraszająco i wprowadzać znaczny dyskomfort psychiczny. Najczęściej są zauważalne na jasnym tle (śniegu, suficie, niebie), również na tle monitora komputerowego. W jasne dni męty widoczne są także przy zamkniętych oczach.
Męty są widziane w zasadzie tylko dlatego, że są ruchome. Naczynia krwionośne też znajdują się w siatkówce oka i przechodzi przez nie światło, ale są one niewidoczne, gdyż w procesie adaptacyjnym postrzegania ośrodek widzenia w mózgu usuwa je z obrazu.
Męty w oku nie należą do zjawisk rzadkich i dla większości ludzi nie stwarzają problemów. W niektórych przypadkach konieczne jest jednak ich chirurgiczne usunięcie, zwłaszcza gdy pacjent odczuwa silny dyskomfort.
Męty to produkty przemiany materii, a komora, w której znajduje się ciało szkliste, nie potrafi się ich szybko pozbywać. Występują one również u młodych ludzi, przy czym ich ilość narasta z wiekiem. Szczególnie podatne na ich występowanie są osoby krótkowzroczne. Występują one w sposób wzmożony, także u osób z zaćmą i jaskrą.
Spotykane czasem twierdzenie, iż powstają one z powodu promieniowania wydzielanego przez monitory komputerowe jest całkowicie błędne.

## Przyczyny powstawania

### Synereza
Jedną z przyczyn powstawania mętów jest synereza ciała szklistego. 99% ciała szklistego stanowi woda, a 1% stanowią substancje stałe, w tym kolagen i kwas hialuronowy, które tworzą sieć przetrzymującą cząsteczki wody. Depolimeryzacja tej sieci powoduje, że kwas hialuronowy uwalnia zgromadzone cząsteczki wody, uwadniając żel. Kolagen rozpada się tworząc włókna, które stają się mętami.

### Oddzielenie się ciała szklistego
Z wiekiem następuje związane z synerezą ciała szklistego jego kurczenie się i oddzielenie od siatkówki oka, tak zwane odłączenie tylne ciała szklistego (PVD, od ang. posterior vitreous detachment). Jest to zjawisko samo w sobie niegroźne, dość powszechnie występujące powyżej 50. roku życia. Podczas procesu oddzielenia ruchome ciało szkliste wpływa na nieruchomą siatkówkę mechanicznie, wywołując bodźce wzrokowe. Z reguły ruchom gałki ocznej mogą towarzyszyć wtedy przemieszczające się po okręgu błyski w polu widzenia, a także pojawia się duży cień w kształcie owalnego pierścienia. Procesowi PVD towarzyszy też często wzrost liczby mętów ciała szklistego.
Jedną z komplikacji może być oderwanie się fragmentu siatkówki, które prowadzi do dalszego odwarstwienia. Często towarzyszy temu krwotok do ciała szklistego widziany przez pacjenta jako drobne plamki. Stan ten wymaga natychmiastowej interwencji okulistycznej, gdyż może prowadzić do utraty wzroku.

### Zanik tętnicy hialinowej
W rozwoju płodowym przez ciało szkliste przebiega tętnica (ang. hyaloid artery), która dochodzi do soczewki oka. W trakcie rozwoju płodowego tętnica zanika pozostawiając widoczne cząstki materii organicznej. Jej celem jest zaopatrzenie rozwijającej się soczewki w krew. W późniejszym okresie życia płodowego staje się niepotrzebna, jednakże istnieją przypadki, w których arteria ta nie zanika w ogóle.

### Inne przyczyny
Do innych przyczyn powstawania mętów można zaliczyć zmiany związane z cukrzycą, urazy mechaniczne gałki oka oraz stany zapalne wewnętrznych warstw gałki ocznej, w tym zapalenie błony naczyniowej, oraz zapalenie nerwu wzrokowego.

## Leczenie
Witrektomia jest jedyną skuteczną metodą usuwania mętów ciała szklistego, jednak dotyczy ona wyłącznie poważniejszych przypadków i niesie ze sobą ryzyko powikłań w postaci jaskry, zaćmy, infekcji oka, a także odwarstwienia siatkówki.
Inną metodą jest laserowa witreoliza YAG: promień lasera przez ułamek sekundy działa na męt powodując jego wyparowanie. W zależności od energii lasera stosuje się technikę waporyzacji (odparowania), obliteracji lub relokacji zmętnienia. Za pomocą tego zabiegu można zastosować technikę T-membranotomii (opisaną przez Ceesa van der Windta), która polega na nacinaniu odłącznej błony tylnej ciała szklistego laserem Nd:YAG, w kształcie litery T, które powoduje pożądane przemieszczenie się mętów położonych blisko siatkówki do nosowej i skroniowej części ciała szklistego. Procedura witreolizy laserowej jest czasochłonna i często niezbyt skuteczna, zwłaszcza w stosunku do ruchomych mętów.
Starą metodą jest farmakologiczna witreoliza, czyli stosowanie kropli do oczu z zawartością substancji jodowej, która przenika przez gałkę oczną i rozpuszcza drobne męty w ciele szklistym, jest ona jednak mało skuteczna i wymaga długotrwałego stosowania.

## Obserwacja mętów
Męty są z reguły zauważane przez okulistę lub optometrystę w badaniu z użyciem oftalmoskopu lub lampy szczelinowej, jednakże gdy męt znajduje się zbyt blisko siatkówki oka i jest drobny, może być niewidoczny w badaniu, mimo iż jest zauważany przez pacjenta. Zwiększenie oświetlenia, patrzenie przez wąską przesłonę lub przymrużenie oczu na jasnym tle ułatwia zauważenie mętów w oku.